# Jorge Vargas (chilijski piłkarz)
Jorge Francisco Vargas Palacios (ur. 8 lutego 1976 w Santiago) – chilijski piłkarz występujący na pozycji obrońcy. Zawodnik klubu Deportes La Serena.

## Kariera klubowa
Vargas zawodową karierę rozpoczynał w 1995 roku w zespole CD Huachipato. Spędził tam jeden sezon. 1996 roku przeszedł do Universidadu Católica. Sezon 1997 spędził w klubie Coquimbo Unido. Potem wrócił do Universidadu. Grał tam jeszcze przez 2 sezony.
Na początku 2000 roku podpisał kontrakt z włoską Regginą. W Serie A zadebiutował 6 lutego 2000 roku w wygranym 1:0 pojedynku z Bologną. 27 maja 2001 roku w wygranym 1:0 spotkaniu z AS Bari strzelił pierwszego gola w Serie A. W 2001 roku spadł z zespołem do Serie B, ale w 2002 roku wrócił z nim do Serie A. W Regginie spędził 3,5 roku.
W 2003 roku Vargas odszedł do Empoli FC, także grającego w Serie A. Pierwszy ligowy mecz zaliczył tam 11 stycznia 2004 roku przeciwko Ankonie (2:0). W tym samym roku, po spadku Empoli do Serie B, odszedł z klubu. Został wówczas graczem zespołu AS Livorno z Serie A. Ligowy debiut zanotował tam 11 września 2004 roku przeciwko Milanowi (2:2). W Livorno występował przez 2 lata.
W 2006 roku Vargas podpisał kontrakt z austriackim Red Bull Salzburg. W tamtejszej Bundeslidze zadebiutował 19 lipca 2006 roku w wygrany 3:0 spotkaniu z SV Ried. W 2007 roku wywalczył z zespołem mistrzostwo Austrii, a w 2008 roku wicemistrzostwo Austrii. W tym samym roku wrócił do Empoli, grającego w Serie B. Tym razem spędził tam rok.
W połowie 2009 roku odszedł z Empoli. W listopadzie tego samego roku został graczem Spezii Calcio z Serie C2. W 2010 roku wrócił do Chile, gdzie podpisał kontrakt z San Luis Quillota. W 2011 roku przeszedł do Deportes La Serena.

## Kariera reprezentacyjna
W reprezentacji Chile Vargas zadebiutował 28 kwietnia 1999 roku w zremisowanym 1:1 towarzyskim meczu z Boliwią. W tym samym roku został powołany do kadry na Copa América. Na tamtym turnieju, zakończonym przez Chile na 4. miejscu, zagrał w pojedynkach z Meksykiem (0:1), Wenezuelą (3:0), Kolumbią (3:2), Urugwajem (1:1, 3:5 w rzutach karnych) oraz ponownie z Meksykiem (1:2). W spotkaniu z Wenezuelą otrzymał także czerwoną kartkę.
W 2007 roku Vargas ponownie wziął udział w Copa América. Na tamtym turnieju, zakończonym przez Chile na ćwierćfinale, wystąpił w meczach z Ekwadorem (3:2) i Brazylią (0:3). W latach 1999–2007 w drużynie narodowej rozegrał w sumie 38 spotkań.